# Vera Lischka
Vera Lischka (* 1. Mai 1977 in Linz) ist eine ehemalige österreichische Schwimmerin, Politikerin (SPÖ) und Journalistin.

## Werdegang
Während ihrer sportlichen Laufbahn startete Vera Lischka, die von Rolf Gläser trainiert wurde, für den ASV Linz.
Sie besuchte das Bundes-Oberstufenrealgymnasium (BORG) für Leistungssport Linz.
1992 erschwamm Lischka ihre ersten Staatsmeistertitel über 100 Meter und 200 Meter Brust im Alter von nur 15 Jahren. Diesen folgten 1994 die Staatsmeistertitel über 100 Meter Brust sowie mit der 4-mal-100-Meter-Lagen- bzw. Freistilstaffel. 1995 wurde sie nochmals Staatsmeisterin über 100 Meter Brust sowie mit der 4-mal-100-Meter-Freistilstaffel.
Lischkas erfolgreichstes Jahr war 1996, als sie einerseits bei den Olympischen Sommerspielen 1996 in Atlanta Fünfte wurde und um nur sechs Hundertstelsekunden die Bronzemedaille verpasste und andererseits Europameisterin über 50 Meter bzw. Vizeeuropameisterin über 100 Meter Brust bei den Kurzbahneuropameisterschaften in Rostock wurde. Mit diesem Titelgewinn war sie gleichzeitig die „1. Schwimmeuropameisterin der Zweiten Republik“.
1998 gewann sie über 50 Meter Brust bei den Kurzbahneuropameisterschaften in Sheffield die Silbermedaille.
Erst 2001 konnte sie an ihre Erfolge der späten 1990er Jahre anschließen als sie bei den Kurzbahneuropameisterschaften in Antwerpen die Bronzemedaille über 50 Meter Brust gewann.
Nach diesen Titelkämpfen warf sie eine eitrige Schleimbeutelentzündung in der linken Schulter zurück.
Ende 2002 nahm Lischka schließlich noch an den Militärweltmeisterschaften im Schwimmen in Warendorf, wo sie über 50 Meter Brust Vierte und bei den Kurzbahneuropameisterschaften in Riesa, wo sie Elfte über die gleiche Distanz wurde, teil, ehe sie 2003 ihre Schwimmkarriere beendete. Bis Mitte 2002 war Lischka Teil des Heeressportzentrums des Österreichischen Bundesheers.

### Erfolge
- 30-fache österreichische Meisterin
- mehrere österreichische Rekorde (u. a. 1996: 100 m Brust in 1:08,18 min; 2001: 50 m Brust in 0:31,16 min[5])
- Weltrekordhalterin im Rettungsschwimmen 2000, Zagreb

## Sonstiges
Lischka maturierte 1996 am Oberstufenrealgymnasium Honauerstraße in Linz und schloss 2003 ein Studium für Fernsehjournalismus an der Universität für Weiterbildung Krems ab sowie das Studium der Kommunikationswissenschaft. Mit ihrer Show Spo(r)tlight holt Lischka prominente Sport-Stars auf die Bühne, wobei der Erlös dieser Veranstaltung dem oö. Nachwuchssport zugutekommt. Bis Ende 2009 war die Ex-Schwimmeuropameisterin für die SPÖ im oberösterreichischen Landtag. Lischka ist aktuell (2017) Reporterin der Kronenzeitung.